# Jon Duncan
Jon Duncan, född 6 oktober 1975 i Whitehaven, är en brittisk orienterare, bosatt i Stavanger.
Duncan ingick i det brittiska stafettlaget som tog guld vid VM i orientering 2008. Han ingick även i stafettlaget som tog brons vid VM i orientering 2003 och har tagit medalj vid de brittiska mästerskapen elva gånger.